# Lennart-Fabian Müller
Lennart-Fabian Müller (* 6. September 1988 in Gifhorn) ist ein deutscher Schauspieler, Sänger und Synchronsprecher.

## Leben

### Ausbildung
Nach dem Abitur schloss Müller im September 2013 die Vollausbildung Schauspiel, Stimme & Bewegung an der Schauspielschule Bühnenstudio ab. Zudem absolvierte er eine Gesangsausbildung, einen Film- sowie ein Casting Workshop.

### Theater und Film
Seit Beginn seiner Ausbildung 2010 war Lennart-Fabian Müller Teil zahlreicher Theaterproduktionen, spielt in (Kurz-)Filmen und ist als Synchronsprecher aktiv. Sein Werdegang umfasst Anstellungen an diversen Theatern, in der Musical-Gruppe Theater Lichtermeer und im Heide Park Resort. Als Synchronsprecher übernahm er unter anderem Rollen in der Zeichentrickserie Sissi von 2017.

## Werke

### Theater (Auswahl)
- 2016: Rudyard Kipling: Das Dschungelbuch – Regie: Timo Riegelsberger (Theater Lichtermeer)
- 2017: Machos auf Eis – Regie: Oliver Geilhardt
- 2018: Martin Reinl: Jan&Henry – Regie: Timo Riegelsberger (Theater Lichtermeer)
- 2018: Michael Ende: Jim Knopf – Regie: Timo Riegelsberger (Theater Lichtermeer)
- 2019: Landeier 2 – Regie: David Wehle (Theater Worpswede)
- 2020: Landeier – Regie: Dominik Paetzholdt (Komödie Bielefeld)

### Filmografie (Auswahl)
- 2013: Warum Hans Wagner den Sternenhimmel hasst
- 2014: Die Krone von Arkus
- 2017: Sky Sharks
- 2021: Elbkartell